# Alchemilla hoverlensis
Alchemilla hoverlensis é uma espécie de rosácea do gênero Alchemilla, pertencente à família Rosaceae.